# Пола (провинция)
Пола (итал. Provincia di Pola) — историческая провинция Италии на западном побережье полуострова Истрия (современная Хорватия), существовавшая с 1920 по 1947 год. Площадь провинции составляла 3718 км², население — ок. 300 тыс. человек. В провинцию входила 41 коммуна. Столица — город Пула (итал. Pola).

## История
До 1918 года данная территория входила в состав Австрийского Приморья Габсбургской монархии. Провинция Пола была создана в 1920 году после аннексии Истрии Италией по трактату Рапалло (Trattato di Rapallo). На тот момент все коммуны провинции были населены преимущественно итальянцами. В 1924 году по Римскому трактату (Trattato di Roma) к Поле был присоединён город Фьюме, большинство в котором составляли хорваты. В том же году восточная часть провинции Пола была выделена в отдельную административную единицу — провинцию Фьюме. В 1943 году Пола перешла под контроль Вермахта. После вхождения столицы Пулы и большей части населённых пунктов в Югославию в 1947 году, провинция была упразднена, а большинство итальянского населения эмигрировало в Италию.
После Второй мировой войны часть провинции Пола, включавшая коммуны Буйе, Копер, Вилла-Декани, Новиград, Грожнян, Изола, Марезего, Монте-ди-Каподистрия, Пиран, Умаг и Вертенельо, вошла в зону Б Свободной территории Триест. Официально эти коммуны были переданы Югославии только в 1975 году, хотя де-факто подчинялись ей уже с 1953 года. На сегодняшний день все населённые пункты Полы входят в состав Хорватии, за исключением городов Копер, Изола, Марезего, Монте-ди-Каподистрия, Пиран и Вилла-Декани, принадлежащих Словении.